# Yara Pilartz
Yara Pilartz, née le 1er mars 1995   est une actrice franco-libanaise. Elle est connue pour son rôle de Clémentine dans 17 filles en 2011, pour lequel elle a reçu le prix d’interprétation féminine du jury jeune au festival du film de La Réunion. En 2012, elle joue le rôle de Camille dans la série Les Revenants, rôle qu'elle reprend en 2015 dans la saison 2.

## Filmographie

### Cinéma
- 2011 : 17 filles de Delphine et Muriel Coulin : Clémentine
- 2015 : Moonkup, les noces d'Hémophile de Pierre Mazingarbe : Hémophile (moyen-métrage)
- 2015 : Les filles d'Alice Douard : Manon (moyen-métrage)
- 2017 : La Belle Occasion d'Isild Le Besco
- 2023 : Saint Lazare de Louis Douillez : Flore (moyen-métrage)

### Télévision
- 2012 - 2015 : Les Revenants de Fabrice Gobert : Camille
- 2012 : Crapuleuses de Magaly Richard-Serrano : Violette
- 2013 : Myster Mocky présente (épisode Le Don d'Iris)
- 2021 : Capitaine Marleau (épisode L'Homme qui brûle)
- 2022 : Miskina, la pauvre de Melha Bedia : Danielle (épisode 4 One Two Three)